# میمی میاگی
میمی میاگی (انگلیسی: Mimi Miyagi؛ زاده ۳ ژوئیهٔ ۱۹۷۳) یک بازیگر پورنوگرافی اهل فیلیپین است.